# Reuven Ramaty
Reuven Ramaty, né le 25 février 1937 à Timișoara (Roumanie) et décédé le 8 avril 2001 à Silver Spring (Maryland, États-Unis), était un astrophysicien américain d'origine roumaine. Responsable d'une unité de recherche sur les hautes énergies au sein de l'agence spatiale américaine, la NASA, il a joué un rôle majeur dans le domaine de la physique solaire, la spectrométrie des rayons gamma et l'astrophysique nucléaire.

## Formation
Reuven Ramaty nait le 25 février 1937 à Timișoara en Roumanie. Sa famille fait partie de la minorité hongroise. Après la Seconde guerre mondiale, alors qu'il est âgé de 11 ans, sa famille émigre en Israël pour échapper aux difficultés économiques et aux tensions communautaires. Passionné de langues il apprend dans ce pays à parler couramment, outre ses deux langues maternelles (le roumain et le hongrois), l'hébreu, l'anglais et le français et étudie l'allemand, l'italien et le japonais. Il poursuit ses études dans ce pays et décroche un Bachelor of Science à l'Université de Tel Aviv. Il enseigne la physique au lycée avant d'émigrer en 1964 aux États-Unis. Il poursuit ses études à l'Université de Los Angeles où en 1966 il décroche en un temps record (deux ans)  un doctorat  en physique spatiale et planétaire.

## Chercheur à la NASA
Ramaty est embauché en 1967 par le Centre de vol spatial Goddard qui est l'établissement de l'agence spatiale américaine, la NASA, en charge des missions d'astronomie et d'astrophysique. Il occupe initialement un poste de post-doctorant puis d'astrophysicien titulaire au sein du Laboratoire des hautes énergies. De 1980 à 1993 il est responsable du bureau de recherche théorique de ce laboratoire.

## Principales contributions
Ramaty a eu un impact scientifique déterminant sur l'étude de la physique des éruptions solaires et de l'astronomie des rayons gamma et des rayons cosmiques. Avec  Richard Lingenfelter, son collaborateur de longue date, il est le premier à utiliser le rayonnement gamma pour déterminer l'abondance des éléments chimiques présents dans le Soleil et  déterminer les processus à l'origine des éruptions solaires. Ramaty joue également un rôle de pionnier dans le domaine de l'astronomie des raies gamma avec des études fondamentales sur le rayonnement d'annihilation des positons, les raies de désexcitation nucléaire et les raies de désintégration nucléosynthétique dans le milieu interstellaire et les sources compactes. Ses réalisations se traduisent par plus de 200 publications et plus de 5 000 citations de ses travaux dans la littérature scientifique.
Ramaty a été le responsable scientifique de quatre travaux de recherche fondamentale financés par la NASA. Il a été chercheur associé ou chercheur invité de plusieurs missions scientifiques spatiales. Au cours des années 1970 et 1980, l'interprétation que fait Ramaty des données collectées par les observatoires spatiaux gamma COS-B, SAS et HEAO-C débouchent sur la conception du très réussi observatoire spatial gamma CGRO. Ramaty est largement à l'origine du succès de la  mission spatiale SMM. Enfin il a joué un rôle central dans le développement de l'observatoire spatial solaire  RHESSI, lancé dans l'espace peu après son décès et renommé en son honneur (Reuven Ramaty High Energy Solar Spectroscopic Imager).
Ramaty a également servi la communauté de l'astronomie des hautes énergies en tant que président de la division d'astronomie des hautes énergies de l'Union américaine d'astronomie, président de la division d'astrophysique et conseiller pour l'astrophysique de la Société américaine de physique et rédacteur en chef adjoint de la revue Physical Review Letters. Ramaty a reçu plusieurs prix importants au cours de sa carrière. En 1975, il a reçu  le prix du scientifique américain senior de la Fondation Alexander von Humboldt. En 1980, Ramaty a été honoré par la NASA pour ses réalisations scientifiques exceptionnelles. En 1981, il a reçu  le prix Lindsay du Centre de vol spatial Goddard pour ses travaux sur les sursauts gamma. Enfin, une semaine avant sa mort, il fut informé qu'il était le lauréat du prix Yodh 2001, décerné par la Commission des rayons cosmiques de l'Union internationale de physique pure et appliquée.